# ساندرا بالمر
ساندرا بالمر (بالإنجليزية: Sandra Palmer)‏ هي مدربة حياة ‏ جامايكية، ولدت في 4 أغسطس 1969.